# 赫倫巴赫河 (卡爾河支流)
50°5′10.60″N 9°14′41.48″E / 50.0862778°N 9.2448556°E

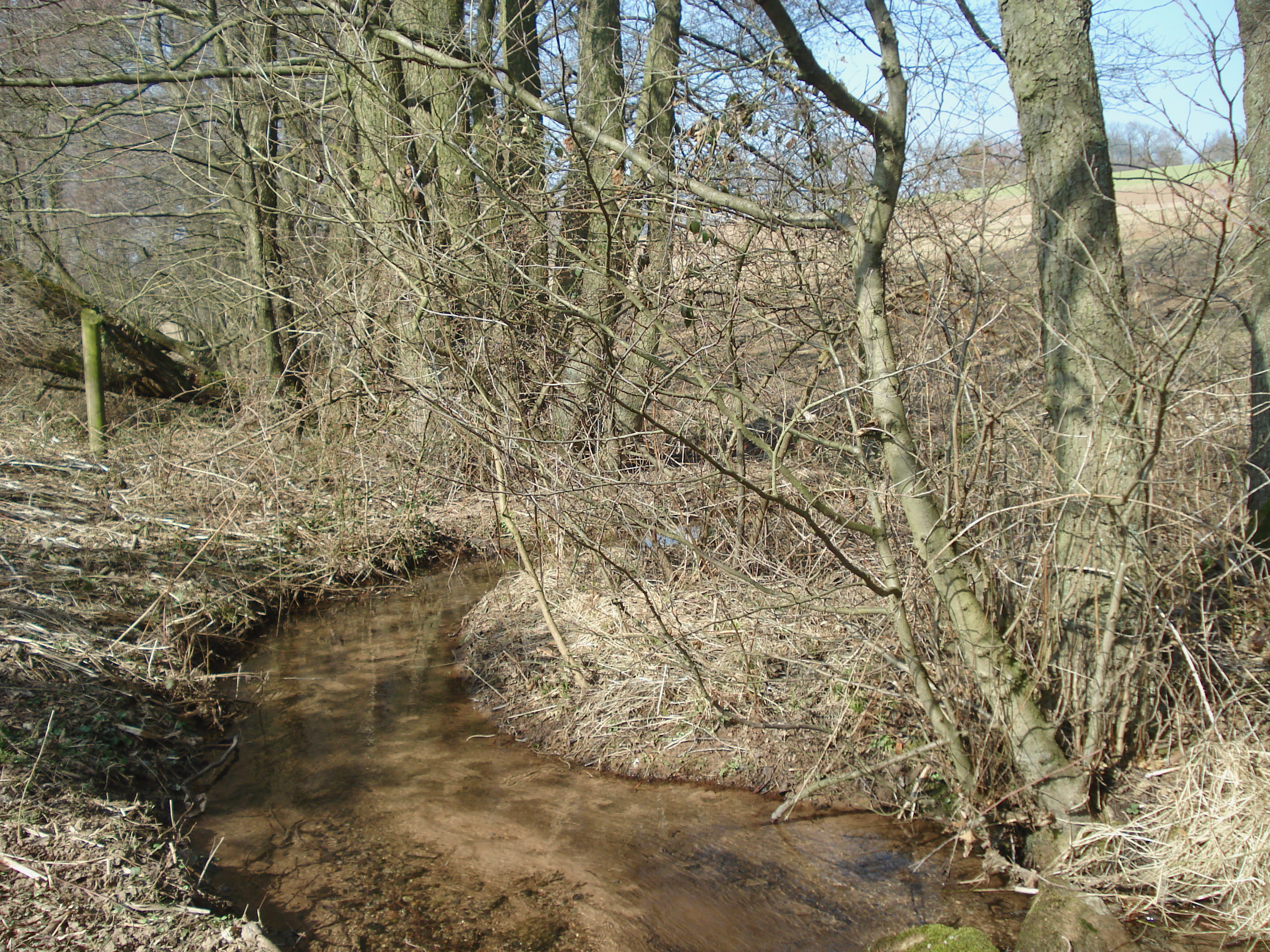

赫倫巴赫河（德語：Höllenbach），是德國的河流，位於該國東南部，由巴伐利亞負責管轄，屬於卡爾河的左支流，河道全長2.5公里，流域面積2.6平方公里。